# SJ T44 sorozat

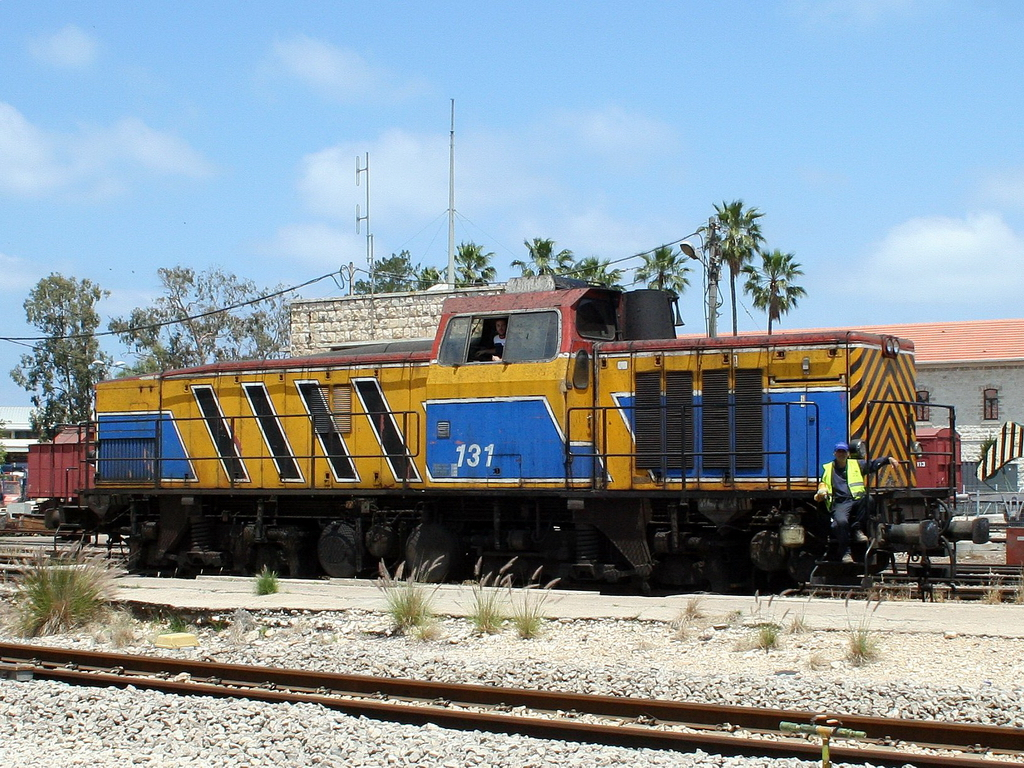
Az egyetlen T44-es az Israel Railways-nál

Az SJ T44 egy svéd dízelmozdony-sorozat. A NOHAB és KVAB gyártotta 1968 és 1987 között. Összesen 123 db készült a sorozatból. Az SJ a mozdonytípus legnagyobb üzemeltetője, de használja még a Malmtrafik (2 db), Az Israel Railways és az NSB is. Az NSB összesen egy db-ot üzemeltet, mely az NSB Di 7 sorozatba tartozik.